# Steven Nyman
Steven Nyman, född 12 februari 1982 i Provo i delstaten Utah, är en amerikansk alpin skidåkare.
Nyman tävlar huvudsakligen i de alpina fartgrenarna super-G och störtlopp. Han har tre segrar i världscupen; alla i störtlopp på samma ort, Val Gardena i Italien.
Han har gjort fyra starter i OS och har en 19:e plats i störtlopp från 2006 som bästa OS-placering.

## Världscupsegrar (3)
| Datum            | Plats       | Gren      |
| ---------------- | ----------- | --------- |
| 16 december 2006 | Val Gardena | Störtlopp |
| 15 december 2012 | Val Gardena | Störtlopp |
| 19 december 2014 | Val Gardena | Störtlopp |